# Макдона, Райан
Ра́йан Па́трик Макдо́на (англ. Ryan Patrick McDonagh; родился 13 июня 1989 года, Сент-Пол, Миннесота, США) — американский хоккеист, защитник клуба НХЛ «Тампа-Бэй Лайтнинг». Двукратный обладатель Кубка Стэнли (2020 и 2021).

## Карьера
Макдона был выбран под общим 12-м номером на драфте НХЛ 2007 года командой «Монреаль Канадиенс».
30 июня 2009 года Райан вместе с Павлом Валентенко, Крисом Хиггинсом и Дугом Яником обменян в «Нью-Йорк Рейнджерс» на Скотта Гомеса, Тома Пьятта и Майкла Бусто.
6 июля 2010 года он подписал контракт новичка с «Рейнджерс», отказавшись от последнего сезона в Университете Висконсина и воссоединившись с другом детства и бывшем партнёром по Висконсину Дереком Степаном. После начала сезона 2010-11 в «Коннектикут Уэйл» 3 января 2011 года Макдона присоединился к «Рейнджерс». 7 января 2011 года Райан дебютировал в НХЛ в матче против «Даллас Старз». 20 января 2011 года он набрал своё первое очко, отдав результативную передачу на Брэндона Праста в матче против «Каролины Харрикейнз». 20 марта 2011 года в матче против «Питтсбург Пингвинз» Мэтт Кук ударил локтем по голове Макдону, который впоследствии выбыл до конца регулярного чемпионата и первого раунда плей-офф.
9 апреля 2011 года он впервые в карьере забил победный гол в матче против «Нью-Джерси Девилз», что обеспечило «Нью-Йорк Рейнджерс» 8-ю позицию в Восточной конференции и место в плей-офф.
В сезоне 2012/13 на период локаута Макдона выступал в клубе Континентальной хоккейной лиги «Барыс». Он стал первым американским игроком НХЛ, приехавшим играть в КХЛ на время локаута.
8 июля 2013 года подписал новый 6-летний контракт с «Рейнджерс» на сумму $28,2 млн.
7 октября 2014 года Макдона был назначен 27-м капитаном в истории «Рейнджерс».
26 февраля 2018 года в дедлайн был обменян в «Тампу-Бэй Лайтнинг» вместе с Джей Ти Миллером, взамен «Рейнджерс» получили Владислава Наместникова, пик 1-го раунда драфта 2018, условный пик 2-го раунда 2019 года, защитника Либора Гаека и центрального нападающего Брэтта Хаудена. Дебютировал за «Тампу» 10 марта во встрече с «Монреалем» (до этого восстанавливался после травмы); первый гол за новую команду забил в следующей встрече против «Оттавы», установив окончательный счёт (4:7).
В июле 2022 года был обменян в «Нэшвилл Предаторз» на защитника Филиппа Майерса и форварда Гранта Мисмаша.
21 мая 2024 года был обменян в «Тампа-Бэй Лайтнинг» на пик седьмого раунда драфта НХЛ 2024 года и пик второго раунда 2025 года.

## Личная жизнь
Бывший квотербек НФЛ Стив Уолш является родным дядей Райана Макдоны.

## Статистика
| Легенда | Легенда                    | Легенда | Легенда                   | Легенда | Легенда    |
| ------- | -------------------------- | ------- | ------------------------- | ------- | ---------- |
| И       | Количество проведённых игр | Штр     | Штрафное время            | +/−     | Плюс-минус |
| Г       | Голы                       | П       | Голевые передачи          | О       | Очки       |
| -       | Статистика неизвестна      | —       | Статистика не учитывалась |         |            |

## Достижения
| Год        | Команда            | Достижение                        |
| ---------- | ------------------ | --------------------------------- |
| 2019       | Тампа-Бэй Лайтнинг | Обладатель Президентского Кубка   |
| 2020, 2021 | Тампа-Бэй Лайтнинг | Обладатель Приза принца Уэльского |
| 2020, 2021 | Тампа-Бэй Лайтнинг | Обладатель Кубка Стэнли           |

| Год  | Команда      | Достижение                                   |
| ---- | ------------ | -------------------------------------------- |
| 2007 | США (юниор.) | Серебряный призёр юниорского чемпионата мира |

| Год  | Команда           | Достижение                                  |
| ---- | ----------------- | ------------------------------------------- |
| 2008 | Висконсин Баджерс | Попадание в Сборную молодых звёзд WCHA      |
| 2010 | Висконсин Баджерс | Попадание во вторую Сборную всех звёзд WCHA |

| Год        | Команда            | Достижение                |
| ---------- | ------------------ | ------------------------- |
| 2016, 2017 | Нью-Йорк Рейнджерс | Участник матча всех звёзд |